# Majac
Majac (serb. Majance) – wieś w Kosowie, położona w regionie Prisztina i w gminie Podujevo.

## Religia
W 2011 roku wszyscy mieszkańcy wsi wyznawali islam.